# Annie Numbers
Annie Numbers (anglès: Annie Hutton Numbers)  (Edimburg, 6 de març de 1897 - High Wycombe, 10 d'abril de 1988) va ser una química escocesa.
Numbers es va graduar en matemàtiques a la universitat d'Edimburg el 1918 i va obtenir el màster en química el 1920. Des de 1920 fins a 1930 va ser professora a la universitat d'Edimburg, on va obtenir el doctorat el 1926. Va ser una de les primeres dones doctorades en química.
A partir de 1930 va ser professora de secundària a Ipswich i a High Wycombe (proximitats de Londres) fins a la seva jubilació el 1965.
Numbers va ser coautora entre 1926 i 1928 d'una série d'articles publicats al Journal of the Chemical Society.